# Microstylum albolimbatum
Microstylum albolimbatum är en tvåvingeart som beskrevs av Frederik Maurits van der Wulp 1898. Microstylum albolimbatum ingår i släktet Microstylum och familjen rovflugor. Inga underarter finns listade i Catalogue of Life.